# Osporavana kultura:Kritike i polemike
Osporavana kultura:Kritike i polemike je knjiga crnogorskoga književnika Radoja Radojevića koja je postumno tiskana 2006. godine u Podgorici, u nakladi autorove obitelji a uz financijsku potporu Vlade Crne Gore.

## Opće naznake
Knjiga sadrži polemičke tekstove Radoja Radojevića, koji se potkraj 1960-ih i kasnije - do svoje nerasvijetljene smrti - snažno angažirao na planu afirmiranja i priznanja crnogorskoga jezika.
Radojević je prvi crnogorski intelektualac koji je sustavno objavljivao članke u kojima je negirao adekvatnost srpskohrvatskoga jezika, kao tvorevine koja, ne samo ignorira Crnogorce i njihov jezik, nego i crnogorsku nacionalnu kulturu uopće.
Ti su njegovi članci, retrospektivno promatrano, anticipirali programske zadaće generacije koja će 2006. u konačnom, ne samo obnoviti neovisnost Crne Gore, već i afirmirati, službeno priznati te u konačnom i kodificirati crnogorski jezik.

## O crnogorskom književnom jeziku
U polemici sa srpskim književnim kritičarem Zoranom Gluščevićem "O jeziku i nacionalnoj (ne)ravnopravnosti u teoriji i praksi" ("Kritika", br.9, Zagreb, 1969.), Radojević daje pregled srpskog nacionalizma u filologiji. Glede tada službenog srpskohrvatskog jezika, koji je (jedno vrijeme) opstojao na bazi dogovora Matice srpske i Matice hrvatske, Radojević piše (svi citati dati u orig, crnogorski):
- "Sadašnji naziv jezika je neodrživ iz aspekta crnogorskoga naroda, jer: "srpskohrvatski" ("hrvatskosrpski"), prikazuje naš jezik isljučivo kao jezik samo dva naroda, srpskoga i hrvatskoga. Time se grubo očituje hegemonija brojno i ekonomski jačijeh nacija. Po tome izgleda kao da je taj jezik 'dat' Crnogorcima 'na korištenje', ili da su ga oni 'naučili' i 'primili' od Srba i Hrvata, a ne da su Crnogorci vjekovima učestvovali u njegovoj tvorbi i obogaćenju u svijem njegovijem sadržajima i vrijednostima. Narodni jezik Crnogoraca, nije se razvijao kao književni jezik 'oko dva glavna središta, Beograda i Zagreba', kako se to redovno tvrdi i stoji čak i u Zaključcima Novosadskoga dogovora, već se razvijao oko crnogorskoga kulturnoga središta Cetinja, te ne spada ni u 'istočnu' ni u 'zapadnu' varijantu, nego u južnu - crnogorsku... Crnogorski tip književnoga jezika zalazi korijenom u 11. vijek, postupno ali neprekidno stičući osobenosti književnoga jezika...Petar I. Petrović i Njegoš su ispoljili tvorački jezički genij... Vukova reforma nije izvršila nikakav uticaj na književnost i jezik Crnogoraca, izuzev što je potisnula pismo (crkvenoslovenski - prim.a.) na kojemu su Crnogorci dosta uspješno ostvarivali fonetski princip izgovora... Nije potrebno govoriti o specifičnosti, ljepoti i izražajnoj snazi crnogorske varijante jezika, odnosno, crnogorskoga tipa književnoga jezika...Njegove najljepše izražajne osobine su čsto oglašene za 'neknjiževne'; potiskivanje crnogorske leksike, isključivanje dosljednog ijekavskoga izgovora i dužina, kao i zamjena i pomjeranje akcenata, prisutno je u tolikoj mjeri da se gube osnovne karakteristike crnogorske varijante jezika... Zašto bi Crnogorci (i ko ih može na to prinuditi?!) svoj rođeni jezik nazivali imenom drugijeh naroda, potiskivali i zaboravljali, te na taj način siromašili i krnjili svoj nacionalni integritet" (U "Osporavanoj kulturi" str. 99-101).

## Polemika
Ovaj članak Radojevića, od strane tada visokorangiranoga srpskoga dužnosnika Mirka Čanadanovića (predsjednika Centralnog komiteta SKJ za Vojvodinu i člana Predsjedništva SKJ, također člana ravnateljstva Matice srpske), u partijskom glasilu "Borba", ocijenio je (cit.orig): "Radnja R.Radojevića, najkraće bih rekao, antisrpska je".
Čanadanović tvrdi da Radojević ima "zle namjere", da pitanje statusa crnogorskoga jezika "nije aktualno", jer su "Vukov jezik prihvatili i Srbi i Hrvati", a da, pored njih, "srpskohrvatskim govore i Crnogorci i Muslimani", te da "jezička razlka" postaje "vremenom sve manja i manja".
Radojević je reagirao tekstom "Lingvistika" Mirka Čanadanovića" ("Kritika", br.9, Zagreb, 1969.) a Čanadanović mu je odgovorio tekstom "Politika Radoja Radojevića" ("Kritika", br.11, Zagreb 1969.), gdje tvrdi:
"Nije i ne može biti sporno pravo svakoga naroda da svoj jezik naziva nacionalnim imenom... Međutim, ja mislim da upotreba toga prava u našem slučaju jednostavno danas nije aktualna, čak ni za Crnogorce i Muslimane, čijeg imena nema u nazivu našeg zajedničkog jezika".
U odgovoru ("Građanska apologija Mirka Čanadanovića", "Kritika", br.15, Zagreb, 1970.), Radojević piše: (crnog.)
- "Ne navodeći ovoga puta konkretne primjere, da kažem uopšteno: crnogorski jezik ima posebnu leksiku, koje nema ni u srpskom ni u hrvatskom jeziku ili je u njima malo poznata, da ne spominjem ostale velike razlike i posebnosti. U toj leksici ima dosta riječi koje postoje i u srpskom ili u hrvatskom jeziku, ali s drugijem ili sasvim suprotnijem značenjima. Dosta posebnih pojmova koje sadrži crnogorski jezik ne označavaju, recimo, predmet (u realnom i apstraktnom smislu) karakterističan za duhovni i maetrijalni život Crnogoraca, te se i u djelima pisaca rijetko javljaju. U tome slučaju, iako svojstveni za cjelokupni crnogorski književni jezik, oni se, u odnosu na druge jezike čiji pojmovi preovlađuju u skupnoj valorizaciji, javljaju kao 'dijalektizmi', 'provincijalizmi', 'arhaizmi', itd. ...Ako u 'odgovoru' Čanadanovića uopšte ima suštine, onda se ona sastoji u tome da je moj rad 'antisrpski', zbog toga što sam rekao da je u srpskoj građanskoj nauci postojala velikosrpska orijentacija, te da se radovi tijeh naučnika ne mogu danas uzimati kao 'dokaz' da ne postoji crnogorska nacija, crnogorska nacionalna istorija i kultura, crnogorski jezik u istoj mjeri u kojoj postoji hrvatski i srpski jezik..." (str.114-115, 117).

## O statusu crnogorske kulture u SFRJ
Radojević je, u istom tekstu, objavio činjenice o statusu crnogorske nacionalne kulture u SFRJ.
(crnog.)
- "U cijeloj SFRJ crnogorska književnost je u svijem oblastima predstavljena kao integralni dio srpske književnosti (u istorijama, školskim programima i udžbenicima za sve vrste i frazine školovanja, monografijama, raspravama, studijama, kritikama, leksikografskim izdanjima... Na univerzitetima u SFRJ ne postoji niti jedna katedra za crnogorsku književnost. U projektovanoj istoriji jugoslovenskih književnosti, koju bi trebalo da izdaju Matica srpska i Matica hrvatska, crnogorskijem piscima je određeno mjesto u srpskoj književnosti...Crnogorska nacionalna kultura je svrstana u srpsku...U svijem antologijama, osim antologije Vlatka Pavletića "Sto djela jugoslavenskih književnosti" crnogorski pisci su (ako ih je antologičar uopšte i uzimao u obzir) prikazani kao srpski" (str.129-130).

## Još iz sadržaja
"Osporavana kultura:Ktitike i polemike"  također sadrži polemike s Dobricom Ćosićem (sredinom 1980-ih glavni autor dokumenta Memorandum SANU), te drugim srpskim kulturnim djelatnicma, zatim kritičke prikaze iz suvremene crnogorske književnosti.